# Dusk to Dawn
Dusk to Dawn er en amerikansk stumfilm fra 1922 af King Vidor.

## Medvirkende
- Florence Vidor som Marjorie Latham / Aziza
- Jack Mulhall som Philip Randall
- Truman Van Dyke som Ralph Latham
- James Neill som John Latham
- Lydia Knott som Mrs. Latham
- Herbert Fortier som Mark Randall
- Norris Johnson som Babette